# 주피지 대한민국 대사관
주피지 대한민국 대사관(영어: Embassy of the Republic of Korea in Fiji)은 피지 수바에 위치하고 있는 대한민국 대사관이다. 이 공관은 마셜 제도, 미크로네시아 연방, 나우루, 키리바시, 투발루 주재 대한민국 대사관을 겸임한다.

## 역사
대한민국은 1971년 1월 30일에 피지와 외교 관계를 수립했다. 1980년 12월에는 대한민국 정부가 피지 수바에 주피지 대한민국 대사관을 설립했다. 2012년 7월에는 피지 정부가 대한민국 서울에 주한 피지 대사관을 설립했으나 2020년 12월에 코로나19 범유행의 여파에 따른 재정 악화로 인하여 잠정 폐쇄된 상태이다.

## 역대 대사
- 제1대: 장기안	(1981년 4월 ~ 1983년 6월)
- 제2대: 김성구	(1983년 7월 ~ 1986년 11월)
- 제3대: 김진현	(1986년 12월 ~ 1990년 2월)
- 제4대: 백영기	(1990년 3월 ~ 1993년 2월)
- 제5대: 강근택	(1993년 3월 ~ 1996년 2월)
- 제6대: 문병록	(1996년 3월 ~ 1999년 2월)
- 제7대: 임대택	(1999년 3월 ~ 2002년 2월)
- 제8대: 박병연	(2002년 3월 ~ 2005년 2월)
- 제9대: 김봉주	(2005년 3월 ~ 2007년 8월)
- 제10대: 전남진 (2007년 9월 ~ 2011년 3월)
- 제11대: 정해욱 (2011년 4월 ~ 2013년 9월)
- 제12대: 김성인 (2013년 10월 ~ 2017년 12월)
- 제13대: 조신희 (2018년 1월 ~ 2020년 11월)
- 제14대: 박영규 (2020년 12월 ~ 2023년 12월)
- 제15대: 김진형 (2023년 12월 ~ 현재)

## 같이 보기
- 대한민국-피지 관계
- 주한 피지 대사관
- 대한민국-마셜 제도 관계
- 나우루-대한민국 관계
- 주한 마셜 제도 대사관
- 대한민국의 재외공관 목록
- 피지 주재 외국공관 목록